# Al-Shamal Stadium
Al-Shamal Stadium var en planerad idrottsarena i Madinat ash Shamal i norra Qatar. Stadion var tänkt att byggas till världsmästerskapet i fotboll 2022 och ha en kapacitet på 45 120 åskådare, men byggdes aldrig.